# Flughafen Örnsköldsvik

i7
i11
i13
Der Flughafen Örnsköldsvik (IATA-Code: OER, ICAO-Code: ESNO) ist ein Flughafen in der Provinz Västernorrlands län im Osten Schwedens und liegt rund 19 Kilometer nordöstlich von Örnsköldsvik. Betreiber des Flughafens ist die Gemeinde Örnsköldsvik. Der Flughafen besitzt eine 2016 Meter lange Start- und Landebahn mit der Ausrichtung 12/30 und wurde im Jahr 2016 von rund 75.000 Passagieren benutzt.
Seit dem Jahr 2014 wird der Flugverkehr nicht vor Ort, sondern vom über 100 Kilometer entfernten Flughafen Sundsvall-Timrå gesteuert. Damit besitzt der Flughafen in Örnsköldsvik den ersten ferngesteuerten Tower der Welt. Möglich machen dies Kameras, Mikrofone und Sensoren, die zuvor am Flughafen installiert wurden.

## Flugziele
Die Fluggesellschaft populAir fliegt von Örnsköldsvik an sechs Tagen in der Woche den Flughafen Stockholm-Arlanda an. Weiterhin gibt es saisonal Charterverbindungen nach Kroatien und Albufeira.